# Simone Molinaro
Simone Molinaro (Gènova, 1565 - 1615) va ser un dels més importants compositors italians de l'era renaixentista.
Fou mestre de capella de la catedral de Gènova. Encara que ell era conservador i menys harmònicament atrevit que Gesualdo i altres personalitats de l'època, va mostrar un talent poc comú per a la melodia i el ritme, especialment pel que va exposar en la seva obra magna, el llibre Llaüt 1599 i entre les seves obres cal citar: * Mototectorum quinque vocibus et Missa 10 vocibus liber primus (Venècia, 1597),
- Il primo libro de Madrigali a cinque voci (Milà, 1599),
- Concerti acclesiastici (Venècia, 1605),
- Il terzo libro di motetti a cinque voci (Venècia, 1609),
- Fatiche spirituali ossia motetti a sei voci (Venècia, 1610).